# Zbrodnia w Dobromilu-Salinie
Zbrodnia w Dobromilu-Salinie – masowy mord na więźniach aresztu w Dobromilu dokonany przez funkcjonariuszy NKWD w ostatnich dniach czerwca 1941 roku, po rozpoczęciu niemieckiej inwazji na ZSRR.
Masowe egzekucje odbywały się zarówno w dobromilskim areszcie, jak i na terenie kopalni soli „Salina” pod Lackiem. Miały wyjątkowo brutalny charakter, gdyż enkawudziści, chcąc zachować zbrodnię w tajemnicy, zamordowali część więźniów przy użyciu młotów i innych tępych narzędzi. Ofiarą masakry padło prawdopodobnie od 500 do 1000 osób, w większości Ukraińców i Polaków. Obok mieszkańców Dobromila i okolic w gronie ofiar znalazło się wielu więźniów doprowadzonych z Przemyśla i Mościsk. Zbrodnia w Dobromilu-Salinie była jedną z wielu tzw. masakr więziennych, dokonanych przez NKWD po wybuchu wojny niemiecko-sowieckiej.
Po zajęciu Dobromila przez Niemców w mieście doszło do pogromu, którego ofiarą padła ludność żydowska, zgodnie ze stereotypem „żydokomuny” utożsamiana z systemem sowieckim i jego zbrodniami.

## Geneza
22 czerwca 1941 roku nazistowskie Niemcy dokonały inwazji na Związek Radziecki. Pierwsze tygodnie wojny miały bardzo pomyślny przebieg dla strony niemieckiej. Dywizjom Wehrmachtu udało się bowiem rozbić wojska nadgranicznych okręgów wojskowych ZSRR, a następnie wedrzeć się w głąb sowieckiego terytorium. Sukcesem uwieńczone zostało między innymi niemieckie uderzenie na terenie Wołynia i Galicji Wschodniej, gdzie broniło się największe i najlepiej uzbrojone zgrupowanie Armii Czerwonej – Front Południowo-Zachodni. W pierwszych dwudziestu dniach wojny jego jednostki poniosły ogromne straty w ludziach i sprzęcie, a także były zmuszone wycofać się na odległość blisko 250 kilometrów na wschód od granicy niemiecko-sowieckiej.
W momencie rozpoczęcia niemieckiej inwazji w więzieniach i aresztach na Kresach Wschodnich przetrzymywano około 40–50 tys. więźniów. Władze sowieckie były zdecydowane nie dopuścić, aby zostali oni uwolnieni przez Niemców. 24 czerwca 1941 roku ludowy komisarz spraw wewnętrznych Ławrientij Beria wydał obwodowym urzędom NKGB rozkaz rozstrzelania wszystkich więźniów politycznych przetrzymywanych w zachodnich obwodach ZSRR, których ewakuacja w głąb kraju była niemożliwa. Stracone miały zostać przede wszystkim osoby skazane za „działalność kontrrewolucyjną”, „działalność antysowiecką”, sabotaż i dywersję, a także więźniowie polityczni znajdujący się w śledztwie. W ślad za tym rozkazem na samych tylko Kresach Wschodnich zamordowano od 20 tys. do 30 tys. osób. Do jednej z najokrutniejszych zbrodni doszło w Dobromilu.

## Przebieg masakry

### Preludium
Dobromil, przed wojną miasto powiatowe w województwie lwowskim, od września 1939 roku pozostawał pod sowiecką okupacją. Miasteczko leżało przy tym w odległości zaledwie 20 kilometrów od linii Ribbentrop-Mołotow. Osoby zatrzymane przez NKWD były osadzane w celach miejscowego aresztu. Budynek ten mógł pomieścić około 60–70 więźniów.
Po rozpoczęciu niemieckiej inwazji gwałtownie wzrosła liczba więźniów przetrzymywanych w dobromilskim areszcie. Jedną z przyczyn tego stanu rzeczy był fakt, że na wieść o wybuchu wojny NKWD rozpoczęło w mieście i okolicy masowe aresztowania prawdziwych i domniemanych wrogów władzy sowieckiej. Ponadto Dobromil stał się punktem zbornym dla więźniów ewakuowanych z sąsiednich miast. 23 czerwca do aresztu przywieziono ciężarówkami około 70 więźniów z więzienia w Przemyślu. Dwa lub trzy dni później z przemyskiego więzienia przybyła jeszcze piesza kolumna, licząca ok. 350–500 osób i złożona niemal wyłącznie z więźniów politycznych. W dobromilskim areszcie osadzono ponadto nieustaloną liczbę osób przywiezionych z aresztu w Mościskach.

### Egzekucje na terenie aresztu
NKWD rozpoczęło eksterminację więźniów prawdopodobnie 24 lub 25 czerwca. Początkowo Sowieci usiłowali utrzymać zbrodnię w tajemnicy, stąd wybrali wyjątkowo okrutną metodę mordu. Przez pierwsze 2–3 dni ofiary pojedynczo wywoływano z cel i doprowadzano do więziennego składu drewna, gdzie kat mordował je uderzeniem ciężkiego młota. Według relacji świadków owym oprawcą był niejaki Grauer vel Kramer, miejscowy współpracownik NKWD pochodzenia żydowskiego. Niektórych doprowadzonych do drewutni więźniów zamordowano także przy użyciu bagnetów. Zwłoki ofiar wywożono ciężarówkami do odległej o 2 kilometry kopalni soli „Salina” pod Lackiem, gdzie były wrzucane do nieczynnego szybu.
Okrutny mord wstrząsnął nawet niektórymi oprawcami. Według relacji jednego ze świadków naczelnik aresztu zwrócił się z prośbą do nadzorującego egzekucję szefa dobromilskiego NKWD, Aleksandra Malcewa, aby zrezygnować z użycia młota i zabijać więźniów bronią palną. Oficer miał jednak uznać tę prośbę za oznakę niedopuszczalnej „słabości” i osobiście zastrzelić naczelnika.
Wobec zbliżania się wojsk niemieckich Sowieci byli zmuszeni przyspieszyć eksterminację więźniów. Punkt kulminacyjny masakry przypadł na noc z 26 na 27 czerwca. Enkawudziści wyciągali więźniów z cel, prowadzili nad masowy grób, który wykopano na dziedzińcu aresztu, a następnie mordowali strzałem w potylicę. Osoby, które usiłowały stawiać opór, zabijano w celach. Oprawcy działali w wielkim pośpiechu, z tego powodu nie zdążyli zakopać grobu. Niemniej masakrę zdołało przeżyć zaledwie kilku więźniów. W gronie ocalałych znaleźli się m.in. Dmytro Dwulit i Michał Mocio, którzy będąc rannymi, ukrywali się przez pewien czas wśród zwałów trupów w masowym grobie. Inny ocalały, Eustachy Pysarek, przeżył masakrę ukryty pod stosem trupów na więziennym korytarzu.
Sowieci ewakuowali się z Dobromila wczesnym rankiem 27 czerwca (Niemcy wkroczyli do miasta następnego dnia). Mieszkańcy, którzy przez kilka dni obserwowali dym płonących akt, a poprzedniej nocy słyszeli strzały i krzyki mordowanych, wdarli się na teren aresztu, licząc, że odnajdą tam swoich krewnych i przyjaciół. Świadkowie wspominali, że miejsce masakry przedstawiało makabryczny widok. Dziedziniec, cele, korytarze i schody były zasłane zwłokami i zalane strugami krwi. Ciała wielu ofiar nosić miały ślady bestialskich tortur. Odnaleźć miano m.in. zwłoki greckokatolickiego księdza, któremu oprawcy jakoby połamali kończyny oraz wycięli język i genitalia.
Mord na więźniach nie był jedyną zbrodnią popełnioną przez wycofujących się na wschód Sowietów. W samym Dobromilu z ich rąk zginęło co najmniej pięciu mieszkańców, w tym dyrektor miejscowego gimnazjum oraz rzymskokatolicki ksiądz Jan Wolski, którego zastrzelono i zakłuto bagnetem, gdy udawał się do chorego z Najświętszym Sakramentem.

### Egzekucje w „Salinie”

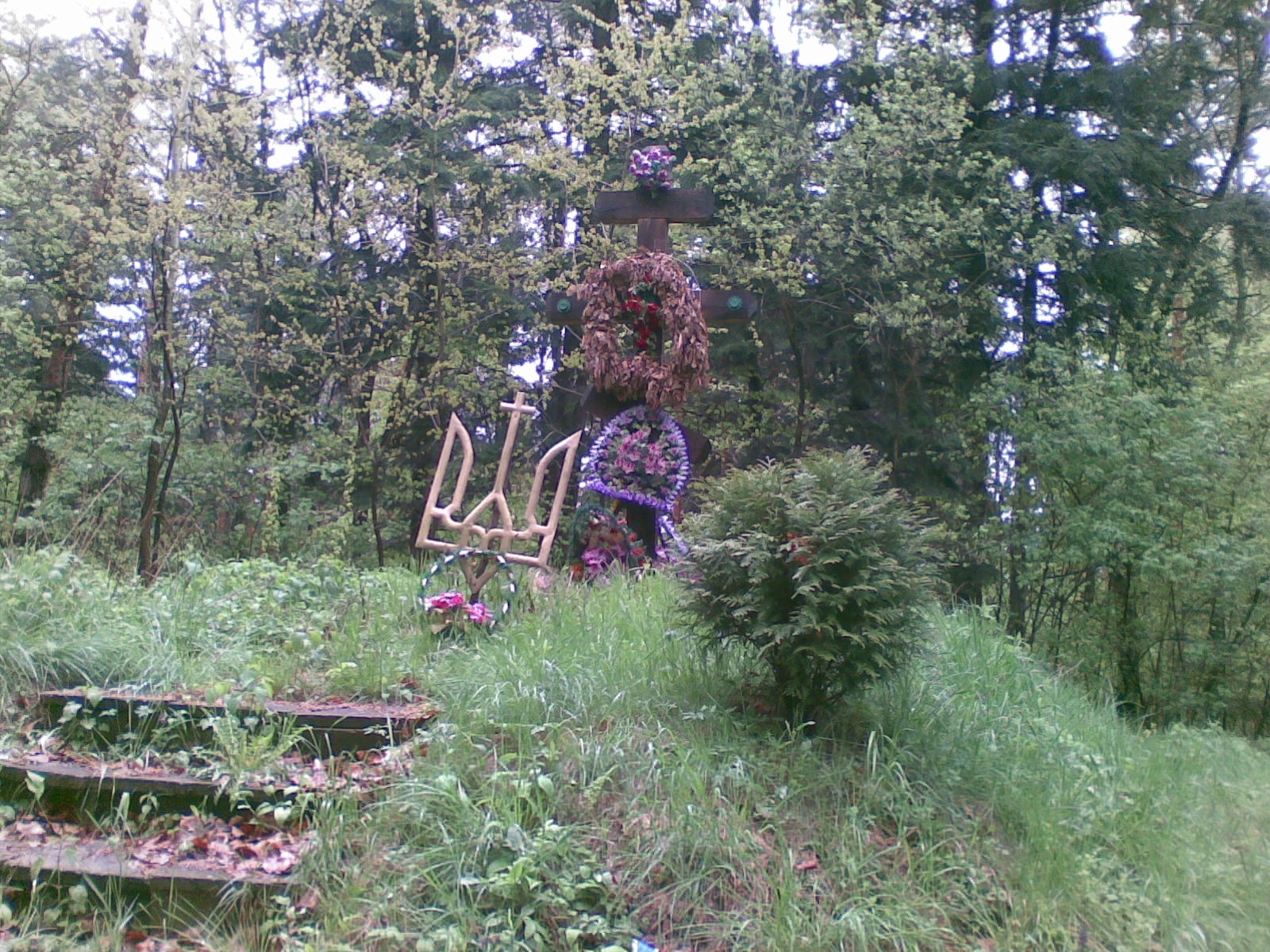
Masowa mogiła w „Salinie”

Na pograniczu Dobromila i wsi Lacko (ob. Solanuwatka) znajdowała się kopalnia-warzelnia soli, popularnie zwana „Saliną”. Według niepotwierdzonych relacji jej szyby jeszcze przed 22 czerwca 1941 roku służyły NKWD jako miejsce grzebania zwłok. Po wybuchu wojny całkowicie wstrzymano wydobycie i produkcję soli, a na terenie kopalni zaczęli pojawiać się uzbrojeni żołnierze i funkcjonariusze NKWD. Zarówno okolicznej ludności, jak i pracownikom kopalni zakazano wstępu na teren „Saliny”. 25–26 czerwca Sowieci polecili mieszkańcom pobliskich gospodarstw zamknąć się w domach i zasłonić okna kocami. Niedługo później podjęto jeszcze bardziej drastyczne środki ostrożności, tj. zamknięto mieszkańców w piwnicach pod strażą uzbrojonych wartowników. Osobom, które przypadkowo stały się świadkami działań prowadzonych przez NKWD na terenie kopalni, groziło aresztowanie i śmierć. Znane są relacje, które podają, że po wybuchu wojny dyrektor „Saliny” polecił zgłosić się robotnikom po zaległą zapłatę. Było to zapewne podyktowane chęcią pozbycia się niewygodnych świadków, gdyż osoby, które posłuchały wezwania, miały w większości przypadków zostać aresztowane.
Niektóre źródła podają, że egzekucje na terenie „Saliny” rozpoczęły się już w pierwszym dniu wojny. Ich największe natężenie przypadło jednak na 25–26 czerwca. Odbywająca się w kopalni masakra nie ustępowała pod względem okrucieństwa egzekucjom w areszcie. Miejscem kaźni więźniarek stała się kopalniana kaplica, gdzie ofiary mordowano m.in. przy użyciu młotów. Świadkowie wspominali, że ściany, podłogi, a nawet sufit budynku były zbryzgane krwią. Niektóre źródła podają, że jedna z ofiar została ukrzyżowana na ścianie kaplicy.
Miejscem kaźni mężczyzn stał się szyb nr 4, znajdujący się w obrębie kopalnianego sadu. Więźniów prowadzono nad jego krawędź, a następnie zabijano strzałem w potylicę lub uderzeniem młota. Tego ostatniego narzędzia miały jakoby używać młode kobiety – funkcjonariuszki NKWD. Ciała zamordowanych zrzucano na dno szybu. Tak samo postępowano z rannymi więźniami, którzy w rezultacie topili się w solance lub dusili pod zwałami trupów. Znany jest jednak przypadek mężczyzny, któremu udało się przeżyć egzekucję, a następnie pod osłoną nocnych ciemności wydostać się na powierzchnię.
Do szybu wrzucano także zwłoki zamordowanych kobiet oraz więźniów zabitych w dobromilskim areszcie. Wyrobisko o głębokości około 35–40 metrów i szerokości około 2,5 metra całkowicie wypełniło się ciałami. W rezultacie enkawudziści byli zmuszeni pogrzebać część ofiar w masowym grobie wykopanym nieopodal szybu. Mogiłę tę po zakończeniu masakry przysypano cienką warstwą ziemi. Z kolei szyb zasypano żużlem i pokryto z wierzchu darnią.

### Ofiary
Źródła podają sprzeczne informacje na temat liczby zwłok, które po odejściu Sowietów zostały odnalezione w miejscach zbrodni. Dokumenty niemieckie informują, że na terenie dobromilskiego aresztu znajdowały się ciała 68 osób. Świadkowie ukraińscy twierdzili natomiast, że liczba zebranych tam zwłok wyniosła 51, 56 lub 68. W polskich źródłach można z kolei znaleźć informację o odnalezieniu około 100–200 ofiar. Podobne rozbieżności występują w odniesieniu do masakry w „Salinie”. Ukraiński świadek przesłuchiwany przez niemieckich śledczych, twierdził, że z masowego grobu wydobyto ciała 94 osób, a z pobliskiego szybu – ponad 47 trupów. Na skutek przebywania w solance zwłoki z szybu znajdowały się w stanie daleko posuniętego rozkładu, stąd Niemcy szybko przerwali ekshumację, a szyb polecili zasypać i wyrównać. Ponownie zakopano także pobliski masowy grób. W rezultacie dokładna liczba zwłok spoczywających w szybie pozostaje nieznana. Wspomniany świadek oceniał ją na co najmniej 600.
Ze względu na nieprzeprowadzenie pełnej ekshumacji, sprzeczne relacje świadków oraz brak danych z sowieckich archiwów, liczba ofiar zbrodni w Dobromilu-Salinie może być podawana jedynie szacunkowo. Polscy historycy przyjmują, że wyniosła ona około 500–1000 osób. Z kolei niektórzy ukraińscy świadkowie byli skłonni szacować liczbę zamordowanych nawet na około 3000–3600.
W gronie ofiar znaleźli się Ukraińcy, Polacy i Żydzi. Sowieci, chcąc pozbyć się świadków zbrodni, mieli nawet zamordować dwie miejscowe Żydówki, które były zatrudnione jako sekretarki w miejscowej placówce NKWD (jedna z nich była w zaawansowanej ciąży). Z kolei w „Salinie” odnaleziono okaleczone zwłoki kobiety z około sześciomiesięcznym dzieckiem, które prawdopodobnie żywcem wrzucono do grobu.

## Epilog
Niektóre ciała odnalezione w areszcie zostały zabrane przez rodziny. Niezidentyfikowane zwłoki pochowano natomiast w zbiorowych mogiłach na cmentarzu w Dobromilu. Uroczysty pogrzeb ofiar masakry odbył się w ostatnią niedzielę lipca 1941 roku. Dla miejscowych Ukraińców stał się okazją do zorganizowania nacjonalistycznej manifestacji.
Podobnie jak w przypadku wielu innych masakr więziennych, winą za zbrodnie NKWD obarczono ludność żydowską, którą zgodnie ze stereotypem „żydokomuny” utożsamiano w całości z systemem sowieckim i stosowaną przezeń polityką terroru. Wkrótce po wkroczeniu oddziałów Wehrmachtu w Dobromilu doszło do antysemickiego pogromu. Obok Niemców wzięli w nim udział żołnierze słowaccy oraz członkowie zorganizowanej ad hoc ukraińskiej milicji. W czasie zamieszek Ukraińcy spalili miejscową synagogę. Grupę około 200 Żydów zmuszono do pracy przy wydobywaniu zwłok z masowego grobu i szybu w „Salinie”, a następnie do ich przetransportowania na cmentarz w Dobromilu. Podczas tej pracy robotnicy byli maltretowani i upokarzani przez niemieckich żołnierzy i ukraińskich bojówkarzy. Sowiecka zbrodnia posłużyła również Niemcom jako pretekst do przeprowadzenia masowych egzekucji Żydów. Rozstrzelano m.in. część mężczyzn zmuszonych do pracy przy ekshumacji w „Salinie”, a ich ciała wrzucono do szybu. Niemieckie raporty informują, że „w ramach odwetu” funkcjonariusze grupy operacyjnej Einsatzgruppe C rozstrzelali w Dobromilu 132 Żydów.
Zbrodnia NKWD została wykorzystana przez nazistowską propagandę. Miejsce masakry i ekshumacja ofiar zostały sfilmowane przez niemiecką ekipę propagandową. O zbrodni informowała „gadzinowa prasa” w Generalnym Gubernatorstwie. W dzień Wszystkich Świętych 1941 roku Niemcy wystawili wartę honorową przy grobie ofiar w Dobromilu, zapewne chcąc w ten sposób zjednać sobie lokalną społeczność.
„Salina” stała się miejscem masowego mordu także w okresie okupacji niemieckiej. Latem 1942 roku Niemcy przeprowadzili tam masową egzekucję Żydów.

## Pamięć
Ofiary zbrodni upamiętniono po raz pierwszy w lecie 1941 roku, stawiając krzyże nad zasypanym szybem i na zbiorowej mogile w „Salinie”. Trzy lata później, po ponownym zajęciu Dobromila przez Armię Czerwoną, krzyże zostały zniszczone. Ten sam los spotkał również mogiłę ofiar. W miejsce dotychczasowych znaków pamięci władze sowieckie postawiły tablicę, która informowała fałszywie, że w „Salinie” spoczywają ofiary „faszystowsko-niemieckich okupantów”.
W czasach sowieckich na terenie kopalni utworzono sanatorium dla gruźlików, a kaplicę, w której zamordowano część ofiar, przekształcono w stołówkę. Do momentu zainicjowania polityki głasnosti władze komunistyczne konsekwentnie starały się uniemożliwić miejscowej ludności upamiętnienie ofiar NKWD, m.in. niszcząc stawiane oddolnie krzyże i znaki pamięci. Dopiero w 1989 roku mieszkańcom Dobromila i okolic pozwolono uporządkować miejsce zbrodni w „Salinie”. Szyb i zbiorową mogiłę ogrodzono wówczas metalowym parkanem, a mogiłę dodatkowo oznaczono dębowym krzyżem. Ponadto w lipcu tego roku w dawnej kopalni zorganizowano pierwszą od czasów wojny uroczystość ku czci ofiar masakry. W 1990 roku podobną uroczystość zorganizowano już w samym Dobromilu, pod budynkiem, w którym mieściły się areszt i siedziba NKWD.
Pełne upamiętnienie ofiar sowieckiej zbrodni stało się możliwe dopiero po uzyskaniu niepodległości przez Ukrainę. Co roku, 26 czerwca organizowane są w Dobromilu uroczystości żałobne ku czci zamordowanych. Na terenie dawnego aresztu odsłonięto tablicę pamiątkową. W 1996 roku nad szybem-mogiłą w „Salinie” wzniesiono pomnik, a w 2007 roku obok pomnika wybudowano kapliczkę. W 2011 roku naprzeciw miejsca, gdzie znajdują się fundamenty dawnej kaplicy, ustawiono krzyż oraz figury Serca Jezusowego i Matki Bożej. Rok później zorganizowany został polsko-ukraiński marsz pamięci z Przemyśla do „Saliny”.

## Polskie śledztwa
W 1991 roku śledztwo w sprawie zbrodni popełnionej przez NKWD w „Salinie” wszczęła Okręgowa Komisja Badania Zbrodni przeciw Narodowi Polskiemu w Rzeszowie. Kilka miesięcy później odrębne śledztwo w sprawie mordów dokonanych na terenie aresztu w Dobromilu wszczęła OKBZpNP w Łodzi. W 1995 oba śledztwa połączono w jedno i przekazano do OKBZpNP w Łodzi, która 31 grudnia 1997 roku podjęła decyzję o jego zawieszeniu „na podstawie długotrwałej przeszkody uniemożliwiającej kontynuowanie postępowania”.
W styczniu 2006 roku śledztwo w sprawie zbrodni w Dobromilu-Salinie wznowiła Oddziałowa Komisja Ścigania Zbrodni przeciwko Narodowi Polskiemu w Rzeszowie, która po trzech latach podjęła decyzję o jego umorzeniu z powodu niewykrycia sprawców. Ustalono, że jedyny znany z nazwiska uczestnik zbrodni, Aleksander Malcew, zginął podczas wojny.